# Aeolidiella lurana
Aeolidiella lurana är en snäckart som beskrevs av Ernst Marcus 1967. Aeolidiella lurana ingår i släktet Aeolidiella och familjen snigelkottar. Inga underarter finns listade i Catalogue of Life.